# Huebnerius
Huebnerius là một chi bướm đêm thuộc họ Erebidae.